# Essere o non essere (film)
Essere o non essere (To Be or Not to Be) è un film del 1983 diretto da Alan Johnson, prodotto e interpretato da Mel Brooks.
È un remake del 1983 di To be or not to be (titolo italiano: Vogliamo vivere!) di Ernst Lubitsch, 1942, interpretato nei ruoli principali da Mel Brooks e sua moglie Anne Bancroft. Si tratta di un remake molto fedele, dato che alcuni dialoghi ripropongono verbatim la versione del 1942, ma che accentua il lato comico della commedia, ambientata in Polonia durante l'invasione nazista del 1939.
La differenza più evidente dall'originale consiste nel tratteggiare chiaramente lo scaltro assistente di scena Sasha come un omosessuale, perseguitato in quanto tale dai nazisti, la prima rivelazione al grande pubblico che anche gli omosessuali erano stati discriminati dal nazismo in tempo di guerra ed erano state vittime dell'Olocausto.

## Trama
Frederick Bronski è il direttore di una compagnia teatrale che mette in scena a Varsavia non ancora occupata uno spettacolo comico sul Führer ma viene fermato dalle autorità per evitare guai diplomatici con la Germania. Poco dopo la Polonia viene invasa dai tedeschi. Un gruppo di aviatori polacchi riesce a fuggire in Inghilterra dove costituiscono una unità da combattimento; tra questi anche un pilota, Andrei Sobinski, innamorato della moglie di Bronski, Anna: Sobinski era solito farle visita nel suo camerino mentre il marito recitava il suo cavallo di battaglia, il monologo di Amleto di William Shakespeare. Durante una serata col professor Siletski, speaker in polacco della BBC, gli aviatori polacchi, capendo che questi si sarebbe recato in missione a Varsavia, gli affidano messaggi per i conoscenti e parenti rimasti in Polonia, molti dei quali sono membri della resistenza. Ma Sobinski, diffidando di Siletski dopo che questi gli ha fatto capire di non conoscere Anna Bronski, la più famosa attrice polacca, riporta le sue preoccupazioni al controspionaggio, che gli affida la missione di farsi paracadutare a Varsavia per uccidere Siletski.
Sobinski prende contatto con gli attori della compagnia e insieme, grazie a una serie di travestimenti, riescono a eludere la sorveglianza dei militari tedeschi, uccidere Siletski, distruggere la lista e fuggire in Inghilterra sull'aereo del Führer assieme ad alcuni ebrei rifugiatisi nel teatro della compagnia.
Una volta arrivati in Inghilterra, come premio Frederick Bronski chiede di poter, nella patria di Shakespeare, recitare in teatro alcuni brani dall'Amleto, ma quando inizia a declamare To be or not to be...

## Riconoscimenti
Nel 1984 il film ricevette una candidatura all'Oscar al migliore attore non protagonista (Charles Durning).

## Riferimenti incrociati
- In un evidente tributo al comico Jack Benny, protagonista dell'originale nel 1942, l'appartamento dove vive Sascha è al 52 di via Kubelski (Ulica Kubelski). Benny Kubelsky era il vero nome di Jack Benny.
- Anche se non fa parte della colonna sonora del film, Mel Brooks incise un brano chiamato Hitler's Rap nello stesso anno, che si rifà chiaramente al film, e che ebbe una certa notorietà, raggiungendo negli USA la posizione n° 12 in classifica.